# Lemniskata Bootha

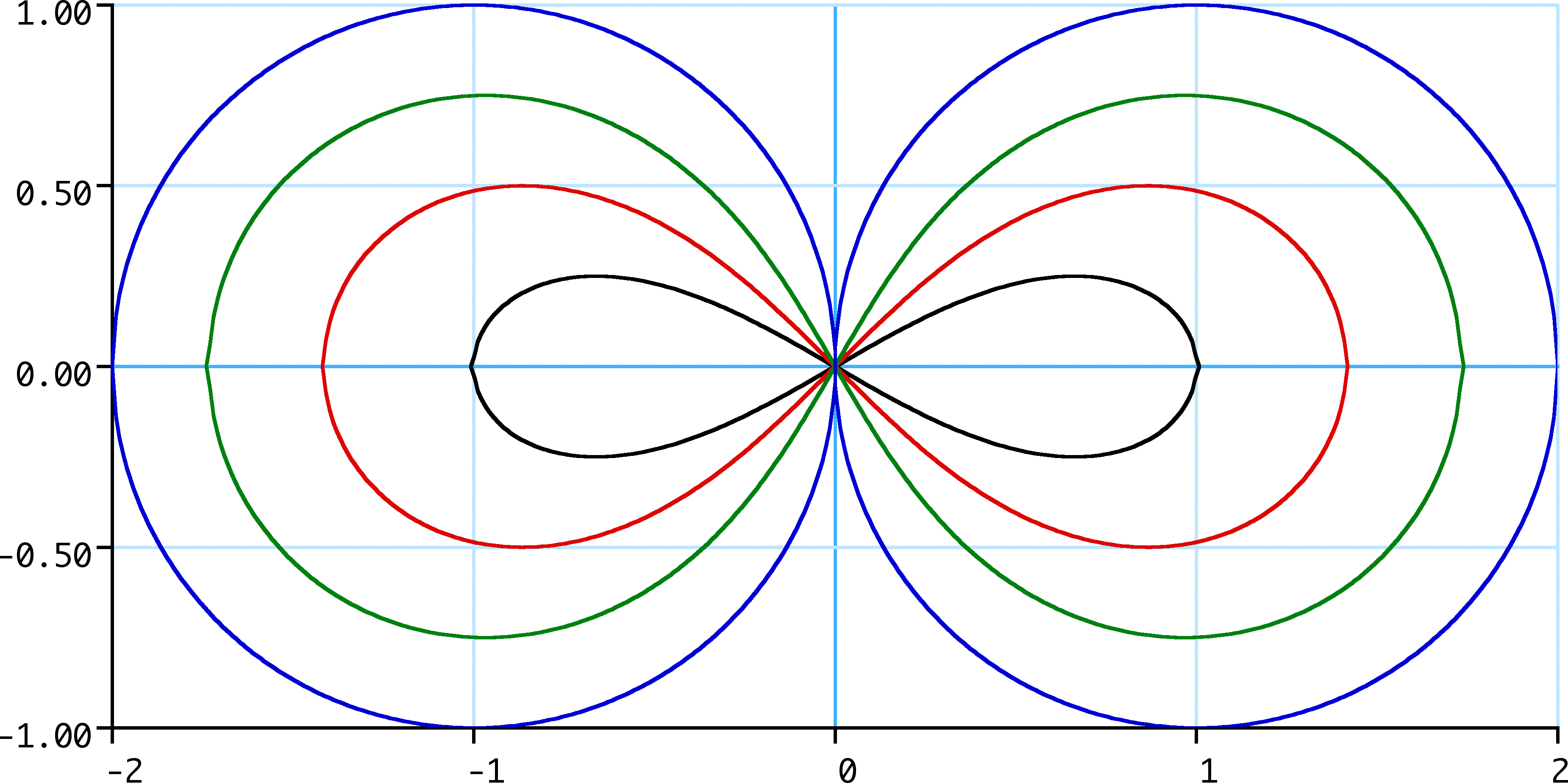
Lemniskata Bootha

Lemniskata Bootha – krzywa płaska mająca dwie odmiany, eliptyczną i hiperboliczną.

## Eliptyczna
Opisana równaniem
{\displaystyle (x^{2}+y^{2})^{2}=a^{2}x^{2}+b^{2}y^{2}.}
Pole powierzchni ograniczonej tą krzywą wynosi:
{\displaystyle \pi (a^{2}+b^{2}).}

## Hiperboliczna
Opisana równaniem:
{\displaystyle (x^{2}+y^{2})^{2}=a^{2}x^{2}-b^{2}y^{2}.}
Pole powierzchni ograniczonej tą krzywą wynosi:
{\displaystyle ab+(a^{2}-b^{2})\operatorname {arctg} {\frac {a}{b}}.}